# 小行星25113
小行星25113（25113 Benwasserman）是一颗绕太阳运转的小行星，为主小行星带小行星。该小行星于1998年9月19日发现。

## 轨道参数
小行星25113的轨道半长轴为395 199 981 km，2.6417111 UA，离心率为0.109。